# Wiesbadener Literaturtage
Die Wiesbadener Literaturtage sind eine seit 1993 regelmäßig alle zwei Jahre stattfindende literarische Veranstaltung, die sich dadurch auszeichnet, dass das Gesamtprogramm jedes Mal von einem anderen bedeutenden Autor organisiert wird.
Die Veranstaltung dient auch dazu, jungen Autoren ein Forum zu bieten.

## Entstehung
Nachdem die hessische Landesregierung 1986 einen Sonderpreis zum in der Partnerstadt Klagenfurt stattfindenden Ingeborg-Bachmann-Preis gestiftet hatte, wurden zu den ersten Wiesbadener Literaturtagen die ersten 10 Preisträger dieses Preises und die Bachmann-Jury eingeladen. Die positive Resonanz der Bevölkerung auf das dadurch entstandene umfangreiche Programm mit viel literarischer Prominenz führte dazu, dass die Literaturtage zu einer regelmäßigen Veranstaltung der Stadt Wiesbaden wurden.

## Zu Gast bei ...
Bisher haben folgende Schriftsteller die Wiesbadener Literaturtage ausgerichtet:
- Erich Fried
- Monika Maron
- Inge und Walter Jens
- Christoph Hein
- Katja Lange-Müller
- Andrzej Szczypiorski
- Cees Nooteboom
- Peter Härtling
- Urs Widmer
- Birgit Vanderbeke
- Robert Gernhardt
- Margriet de Moor
- Péter Esterházy
- Feridun Zaimoglu
- Roger Willemsen

Diese lebten zur Zeit der Veranstaltung quasi als Gastgeber jeweils eine Woche in Wiesbaden. Das Motto der Tage „Zu Gast bei...“ variiert von Veranstaltung zu Veranstaltung nur in dem ergänzten Namen des gastgebenden Schriftstellers.